# 15 a.C.
15 a.C. foi um ano comum do século I a.C. que durou 365 dias. De acordo com o Calendário Juliano, o ano teve início e terminou a uma segunda-feira. a sua letra dominical foi G.
| Ano completo                         |
| ------------------------------------ |
| Ano comum com início à segunda-feira |

## Eventos
- Marco Libão e Calpúrnio Pisão, cônsules romanos.[1]
- Os gauleses sofrem por causa dos germânicos, e por causa de Licício; eles haviam sido avisados da desgraça futura por um presságio, o aparecimento de um monstro marinho, de 20 pés de largura e três vezes este valor de comprimento, que se parecia com uma mulher exceto pela cabeça, e que ficou encalhado na praia.[2]
- Licínio, um gaulês que foi escravo de Júlio César, depois fora liberto por ele, e fora feito procurador da Gália por Augusto, após haver enriquecido às custas dos gauleses, inclusive cobrando um imposto mensal, e fazendo o ano ter quatorze meses, porque Dezembro seria o décimo, e não décimo segundo, mês, recebe a visita de Augusto, que havia ouvido as queixas dos gauleses.[3] Licínio mostra as riquezas que ele havia acumulado, e diz que fez isso para deixar os gauleses pobres e sem condições de se revoltarem; ele entrega as riquezas a Augusto, que o mantém como procurador.[4]
- Guerra contra os germânicos da Récia, uma região entre a Nórica e a Gália, que atacaram o norte da Itália:[5]
  - Os bárbaros assassinaram todos os homens que eram seus prisioneiros, inclusive os que ainda não haviam nascido, descobrindo o sexo das crianças através de alguma adivinhação.[6]
  - Augusto enviou contra eles Druso, que os derrotou perto da montanhas Tridentina, e, pela vitória, recebeu o cargo de pretor.[7]
  - Após sua expulsão da Itália, os récios atacaram a Gália; Augusto enviou Tibério contra eles.[7]
  - Tibério, Druso e seus generais invadiram a Récia por vários pontos, com Tibério atacando pelo lago, usando barcos; os bárbaros entraram em pânico e foram derrotados.[8]
  - Boa parte da população é deportada, deixando apenas um número pequeno, insuficiente para uma rebelião.[9]
- Augusto restaura a liberdade a Cízico.[10]
- Terremoto em Pafos; Augusto e o senado romano oferecem dinheiro, em troca de chamar a cidade de Augusta.[10]

## Nascimentos
- Germânico, general romano
- Maria, a mãe de Cristo (possivelmente).

## Mortes
- Védio Polião, um liberto conhecido por sua riqueza e crueldade.[11]